# زبان براهویی
زبان براهویی یکی از زبان‌های دراویدی است که به‌طور عمده توسط براهویی‌های ساکن در بلوچستان پاکستان، جمعیت‌های پراکنده در ایران، افغانستان، و ترکمنستان، و نیز توسط اجتماعات براهویی در قطر، امارات متحده عربی، و عراق تکلم می‌شود.
گویشوران این زبان با گویشوران زبان‌های دراویدی در جنوب هند ۱٬۵۰۰ کیلومتر (۹۳۰ مایل) فاصله دارند که از نظر جغرافیایی نزدیک‌ترین مسافت بین براهویی‌ها و دیگر اقوام دراویدی‌زبان است. ناحیهٔ کلات، شهرستان خضدار، ناحیهٔ مستونگ، ناحیهٔ کوئته، ناحیهٔ کچهی، و ناحیهٔ نصیرآباد در بلوچستان پاکستان، عمده‌ترین جمعیت براهویی زبان را در خود جای داده‌اند؛ براهویی در ایالت سند نیز تکلم می‌شود که گویشوران آن به‌طور عمده در لارکانه و نوابشاه حضور دارند.

## نام
زبان براهویی نام خود را از مردم براهویی گرفته‌است. با این وجود در منابع تاریخی و در میان مردم به نام‌های بروهی، بروهكی، كورگالّی و کُردگالی نیز شناخته می‌شود. این نام‌گذاری در حالی‌ست که این زبان به لحاظ زبان‌شناختی ارتباطی با زبان کُردی ندارد.